# Bibert und Haselbach
Bibert und Haselbach este o arie protejată (arie specială de conservare — SAC, sit de importanță comunitară — SCI) din Germania întinsă pe o suprafață de 241,68 ha, integral pe uscat.

## Localizare
Centrul sitului Bibert und Haselbach este situat la coordonatele 49°22′47″N 10°42′52″E / 49.3797°N 10.7144°E.

## Înființare
Situl Bibert und Haselbach a fost declarat sit de importanță comunitară în martie 2001 pentru a proteja 5 specii de animale. Situl a fost protejat și ca arie specială de conservare în aprilie 2016.

## Biodiversitate
Situată în ecoregiunea continentală, aria protejată conține 4 habitate naturale: Cursuri de apă de la nivel de câmpie la nivel montan, cu vegetație Ranunculion fluitantis și Callitricho-Batrachion, Liziere de ierburi înalte hidrofile de câmpie și de nivel montan până la alpin, Fânețe de joasă altitudine (Alopecurus pratensis, Sanguisorba officinalis), Păduri aluvionare cu Alnus glutinosa și Fraxinus excelsior (Alno-Padion, Alnion incanae, Salicion albae).
La baza desemnării sitului se află mai multe specii protejate:
- păsări (1): cristeiul de câmp (Crex crex)
- amfibieni (1): izvoraș-cu-burta-galbenă (Bombina variegata)
- nevertebrate (3): phengaris nausithous (Maculinea nausithous), Ophiogomphus cecilia, Unio crassus